# Protazy (biskup)
Protazy, (wł.) Protasio – żyjący na przełomie III i IV wieku biskup Mediolanu, święty Kościoła katolickiego.
Według skąpych informacji na temat świętego Protazego miał być ósmym biskupem Mediolanu. Prawdopodobnie sakrę otrzymał w 314 roku i zarządzał diecezją do 355 roku. W zapisach Atanazego Wielkiego znajdują się informacje o spotkaniu w stolicy biskupiej jakie odbyło się około 342 roku i uczestnictwie Protazego w następnym roku w synodzie w Sardyce, gdzie występował przeciwko arianizmowi. Zmarł 24 listopada 356 roku i pochowany został w bazylice San Vittore w Mediolanie.
Wspomnienie liturgiczne obchodzono w dies natalis (24 października), zaś według Liber notitae sanctorum Mediolanesium 27 października.